# Adamantina (kommun)
Adamantina är en kommun i Brasilien.   Den ligger i delstaten São Paulo, i den södra delen av landet, 700 km sydväst om huvudstaden Brasília. Antalet invånare är 33 797.
Följande samhällen finns i Adamantina:
- Adamantina

Trakten runt Adamantina består i huvudsak av gräsmarker. Runt Adamantina är det ganska tätbefolkat, med 80 invånare per kvadratkilometer.